# Gare de Florennes-Central
Pour les articles homonymes, voir gare de Florennes.
L’ancienne gare de Florennes-Central est un imposant bâtiment de Florennes, autrefois au service de l’important nœud ferroviaire de la région de l’Entre-Sambre-et-Meuse, en Belgique. Construite en 1910 pour remplacer les deux gares de Florennes-Est et Florennes-Sud, elle desservait deux anciens réseaux privés de chemin de fer, la Compagnie de l'Entre-Sambre-et-Meuse et la Compagnie de l'Est belge, toutes deux rachetées en 1897 par la Compagnie de l’État belge.
Construite sur une nouvelle ligne, elle comportait une quinzaine de voies et un dépôt de locomotives.
Les derniers trains de voyageurs sont supprimés en 1962 et le trafic des marchandises disparaît en 1983.

## Situation ferroviaire
La gare de Florennes-Central se trouvait au point kilométrique (PK) 10.7 de la ligne 136, de Y Rossignol à Florennes-Central, constituait le PK 0.0 de la ligne 138A de Florennes à Givet et le PK 24.0 de la ligne 138 de Châtelineau à Florennes. Dans les années 1970, la section de la ligne 138 entre Morialmé et Florennes a été rattachée à la ligne 135, de Walcourt à Florennes (Pavillons).
Le nœud ferroviaire de Florennes était constitué des chemins de fer suivants :
- la ligne principale de l'Entre-Sambre-et-Meuse, actuelle ligne 132, de Charleroi à Vireux via Berzée, Walcourt et Mariembourg, qui contourne Florennes, possédait trois lignes embranchées autour de Florennes : 
  - la ligne (Walcourt - ) Rossignol - Florennes-Sud, actuelle ligne 136
  - la ligne Walcourt - Morialmé, actuelle ligne 135, prolongée vers Florennes par l’État belge
  - la ligne Florennes-Sud - Philippeville, actuelle ligne 136B, prolongée vers Senzeilles par l’État belge puis vers Mariembourg par la SNCB
- les lignes, de l'Est-belge, actuelles lignes 138 (Châtelet - Acoz - Morialmé-minières - Florennes-Pavillons) et 138A (Florennes-Pavillons - Florennes-Est - Merlemont - Doische - Givet)
- une ligne, actuelle ligne 136A, construite par l'État belge en 1895 reliant Ermeton-sur-Biert à la halte de Florennes-État, située entre les gares de Pavillons et de Florennes-Est.

## Histoire
Dès 1864, la fusion de l'Est-belge et de l'Entre-Sambre-et-Meuse donna naissance au Grand Central Belge. Pour autant, cette compagnie ne réalisa pas d'interconnexion entre les différentes lignes desservant Florennes.
Après la reprise et le rachat du Grand Central Belge en 1897 par les Chemins de fer de l’État Belge. Ces derniers entament les travaux d'une  les deux gares de Florennes (Est et Sud) et bâtissent en 1910 la monumentale gare de Florennes-Central, rehaussée d’une large place publique. Le tracé des lignes vers Morialmé et Philippeville est également remanié.
Inaugurée en 1912, la nouvelle gare est dotée d'un bâtiment monumental accueillant également le nouveau bureau des postes et télégraphes. La gare possède alors 12 voies dont 7 à quai, accessibles par un passage piéton souterrain :
- les voies 1 et 2 sont utilisées par les trains vers Doische et Givet (ligne 138A) ;
- la voie 3 à l'axe Ermeton-sur-Biert - Philippeville - Senzeille (lignes 136A et 136B) ;
- les voies 4 et 6 par les trains vers Châtelineau (ligne 138) ou Walcourt par la ligne 136 ;
- la voie 5 était affectée aux trains vers Morialmé et Walcourt (ligne 135).

Les voies 8 à 12 étaient utilisées pour le garage des trains de marchandises ; ceux desservant directement la gare utilisaient 4 autres voies en impasse tandis que la remise à locomotives, avec une rotonde à 7 voies rayonnant autour d'un pont tournant, sera en activité de 1925 à 1957.
En 1926 la SNCB remplace les Chemins de fer de l’État belge.
Les lignes ferment les unes après les autres durant le seconde moitié du XXe siècle. Le trafic voyageurs prend fin entre 1954 et 1962 tandis que la dernière ligne est fermée aux marchandises en janvier 1984. Les quais sont progressivement démantelés au fur et à mesure que les lignes qu'ils desservent ferment, le dernier se trouvant paradoxalement loin du bâtiment des voyageurs. Les voies sont déferrées, en en conservant une seule qui doit permettre de desservir la base aérienne militaire de Florennes. Seul subsiste le trafic sur la ligne 132, la gare la plus proche de Florennes étant Walcourt.
En 1970, pour permettre le démontage d'une portion de ligne traversant le site des futurs lacs de l'Eau d'Heure, la SNCB choisit de remettre en service voyageurs une portion des lignes 136 et 136B par Yves-Gomezée et Philippeville. La réouverture de la gare de Florennes-Central aux voyageurs fut alors envisagée mais non retenue, contrairement à celle des gares de Couvin, Yves-Gomezée et Philippeville, ces deux dernières sont depuis les deux gares ouvertes aux voyageurs les plus proches de Florennes.

## Patrimoine ferroviaire
Le bâtiment des recettes a été transformé en maison de repos pour les personnes âgées et la rotonde existe toujours, bien qu'en ruine. La gare routière de Florennes a été réalisée sur l'ancienne cour à marchandises.